# Veurey-Voroize
Veurey-Voroize település Franciaországban, Isère megyében. Lakosainak száma 1392 fő (2022. január 1.). Veurey-Voroize Montaud, Noyarey, Saint-Quentin-sur-Isère, Voreppe és Autrans-Méaudre-en-Vercors községekkel határos.

## Népesség
A település népessége az elmúlt években az alábbi módon változott:
| Lakosok száma | 521  | 1020 | 1080 | 1365 | 1417 | 1444 | 1438 | 1433 | 1420 | 1392 |
|               | 1968 | 1982 | 1990 | 2006 | 2013 | 2015 | 2017 | 2019 | 2020 | 2022 |